# گورنگا روگاتیتسا
گورنگا روگاتیتسا (به صربی: Gornja Rogatica) یک روستا در صربستان است که در Bačka Topola Municipality واقع شده‌است. گورنگا روگاتیتسا ۴۷۷ نفر جمعیت دارد.